# Schwemmtratten
Schwemmtratten je naselje v Občini Volšperk v Okraju Volšperk na Koroškem v Avstriji.